# جادوگران (نمایش موزیکال)
جادوگران (یا جادوگران رولد دال) یک نمایش موزیکال صحنه‌ای با کتاب و اشعار لوسی کرک‌وود و موسیقی و اشعار دیو مالوی است که بر اساس رمان کودکانه جادوگرها اثر رولد دال در سال ۱۹۸۳ ساخته شده است.

## تاریخچه تولید

### اولین نمایش جهانی: لندن (۲۰۲۳–۲۴)
این نمایش موزیکال اولین اجرای جهانی خود را در تئاتر اولیویه در تئاتر ملی سلطنتی لندن به عنوان یک تولید مشترک با شرکت داستان رولد دال در ۲۱ نوامبر ۲۰۲۳ (پس از پیش‌نمایش‌هایی از ۷ نوامبر) تجربه کرد و تا ۲۷ ژانویه ۲۰۲۴ اجرا داشت. این نمایش به کارگردانی لیندسی ترنر و طراحی رقص توسط استیون میر انجام شد.
لیست کامل بازیگران در ۴ سپتامبر ۲۰۲۳ اعلام شد که شامل کاترین کینگزلی در نقش جادوگر اعظم، دنیل ریگبی در نقش آقای استرینگر و سالی آن تریپلت در نقش مادربزرگ می‌شد.

## داستان
پسری به همراه مادربزرگش در دنیایی زندگی می‌کنند که توسط جادوگران اداره می‌شود و جادوگر اعظم قصد دارد کودکان دنیا را به موش تبدیل کند.

## تیم تولید
|                    | لندن (۲۰۲۳)          |
| ------------------ | -------------------- |
| کارگردان           | لیندسی ترنر          |
| صحنه و لباس        | لیزی کلاچلان         |
| طراح رقص           | استیون میر           |
| سرپرست موسیقی      | نایجل لیلی           |
| مدیر موسیقی        | کت بوریج             |
| طراح نورپردازی     | شاعر برونو           |
| طراح صدای همکار    | الکساندر کاپلن       |
| طراح صدای همکار    | ایان دیکینسون        |
| طراح ویدیو         | اش جی وودوارد        |
| جلوه‌های ویژه       | کریس فیشر ویل هوستون |
| مدیر انتخاب بازیگر | برایونی جارویس-تیلور |

## انتقادات
ماهرانه، اثری با کیفیت بالا از سرگرمی خانوادگی که ماهرانه شوخی و وحشت را با هم ترکیب می‌کند و حق مطلب را در مورد سبک کمیک متمایز نویسنده ادا می‌کند» نامید. روزنامه‌های ایندیپندنت و تایم اوت لندن هر دو به آن ۵ ستاره دادند و تایم اوت آن را «یک پیروزی به‌شدت خنده‌دار» نامید. برادوی ورلد نیز به آن ۵ ستاره داد و گفت: «این نمایش، سرگرمی پرشور، کمدی شوخ‌طبعانه و نگرش مثبت به مرگ را با هم ترکیب می‌کند تا اثری جذاب، هوشمندانه و فوق‌العاده خنده‌دار خلق کند.»